# Saulx-le-Duc
Saulx-le-Duc é uma comuna francesa na região administrativa da Borgonha-Franco-Condado, no departamento de Côte-d'Or. Estende-se por uma área de 28,71 km². Em 2010 a comuna tinha 247 habitantes (densidade: 8,6 hab./km²).